# Ципуро

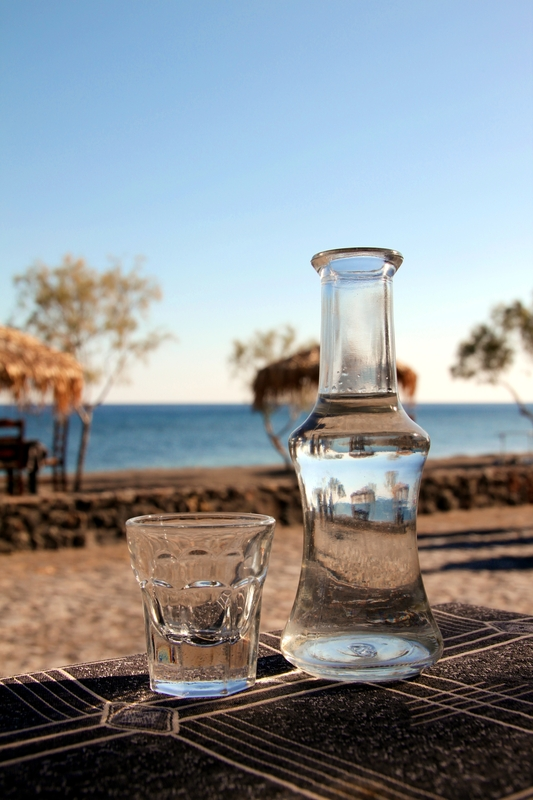

Ципуро (грец. Τσίπουρο), інші назви: раки (грец. Ρακή) або цикудія (грец. Τσικουδιά) — грецький національний міцний алкогольний напій (36–45 %), що виготовляється з виноградної макухи шляхом дистиляції. Назва походить від грец. τσίπουρα, що дослівно означає «виноградна макуха». Аналогами ципуро є італійська граппа, близькосхідний арак та кіпрська зиванія. Не слід плутати з напоєм узо, який має іншу технологію виготовлення.

## Історія
Вважається, що першими виробниками ципуро були афонські ченці в XIV столітті. З роками традиція виготовлення напою поширилася іншими регіонами, зокрема Македонією, Фесалією, Критом та Епіром. В Афінах напій почали виготовляти в XV столітті, про що свідчать записи наказів султана, які регулювали місцеве виробництво спиртових напоїв. Майже до кінця XX століття (до 1988 року) ципуро залишався домашнім напоєм, індустріального виробництва не існувало. Обмежене право на дистиляцію та продаж напою мали лише фермери в окремих місцевостях, які продавали ципуро у невеликих кількостях у своїх селах, або реалізували макуху великим компаніям-виробникам для подальшого виробництва алкогольних напоїв. У 1988 році вийшов закон, що у разі сплати податку та отримання відповідного дозолу, уможливив дистиляцію винограду для вироблення і продажу ципуро в індустріальних масштабах.

## Технологія виготовлення
Вихідний матеріал для виробництва дистиляту — це макуха, тобто маса, яка залишається після виробництва вина. Ця маса складається з виноградної шкірки, кісточок (насіння), тобто непереброжене або частково переброжене пюре з винограду. Виноград може бути як білих, так і червоних сортів. Як правило, насіння складає 3–6 %, шкірка 6–9 %, а м'якоть 75–85 % цієї маси. Шкірка має бути не до кінця висушеною та трохи ферментованою, щоб залишки виноградного цукру перетворились на алкоголь. Макуха потребує близько 30 днів для ферментації, але за умови додавання мусту, цей термін значно скорочується. Після першої перегонки отримується дистилят, так звана сума, який складає 15–20 % від початкового об'єму. Після перегону, залишок викидається. У другій перегонці, казан заповнюється сумою на 80–90 %. Перегонку можна робити багато разів, що не псує напій, проте подвійно дистильоване ципуро вважається більш чистим та ароматним. Під час другої перегонки до ципуро додаються натуральні ароматизатори, такі як фенхель, гвоздика, мускатний горіх, мастика, іноді також додають аніс (зокрема в регіонах Македонії і Фесалії, в Епірі ж і на Криті ципуро завжди виготовляють без нього).

## Відмінність від узо
Дуже часто ципуро плутають з іншим популярним грецьким напоєм — узо. Відомий грецький винороб Анестіс Барбатзімопуло казав, що обидва напої є спадкоємцями раки. Фактично, до кінця XX століття ципуро, раки, мастика, цікудья, узо, дузіко були назвами різноманітних напоїв, які вироблялися шляхом дистиляції виноградної макухи з або без додавання анісу у процесі виготовлення. З часом, деякі напої набули певних відмінностей або втратили свої назви. Природно, що макуху після виробництва вина не викидали і винороби її ферментували і перегоняли із додаванням води або скислого вина, отримуючи суму, яка мала специфічний запах і була дуже міцною. Тож процес дистиляції повторювали із додаванням ароматних трав. Після цього і отримували ципуро (раки). Продукт третьої дистиляції, який також вважався якісним напоєм, спочатку називався просто «перевареним ципуро», а пізніше за ним закріпилася назва узо. Тож спочатку узо відрізнявся від ципуро лише кількістю процесів дистиляції (можливо, саме під час третьої дистиляції до напою й почали додавати аніс), але сьогодні ці два напої мають більше відмінностей.
Нині узо виготовляють тільки великі сертифіковані компанії із використанням етанолу сільськогосподарського походження (наприклад, з меляси) із додаванням анетолу або екстракту анісу. Згідно із законом, принаймні 20 % напою має складати продукт дистиляції виноградної макухи. Проте останнім часом з'явився узо якості Premium, де ця частка складає 100 %. Такі зміни у виготовленні узо були продиктовані зростаючим попитом на напій у той час, коли врожай винограду був низьким.
Завдяки анісу, який завжди додається до узо в процесі його виготовлення, напій має специфічний смак та набуває каламутно-білого кольору, коли до нього додають воду або кубики льоду. Ципуро ж має більш виражений виноградний присмак та традиційно має прозорий колір, крім випадків, коли до нього також додається аніс.
Незважаючи на ці відмінності, як ципуро, так і узо залишаються затребуваними напоями у грецькій традиції.

## Вживання
Ципуро — популярний напій у більшості регіонів Греції, донедавна користувався попитом лише у сільській місцевості і вважався «домашнім» напоєм, проте нині подається і в тавернах великих міст. Розливається по маленьких чарках і п'ється у чистому вигляді, або із невеликими закусками — мезе (або ципуромезе), які часом подаються безкоштовно, як додаток до напою. До ципуро додають кубики льоду чи, частіше, подають графин води без газу. Серед популярних мезе — оливки, бастурма, тушкована квасоля, смажений на грилі сир, дрібна риба тощо. Не виключене й поєднання ципуро з солодощами, наприклад з лукумом. Існують окремі заклади, де подається лише ципуро та мезе, які мають назву ципурадіко (аналогічно для узо існують також узері). Зазвичай ципуро подається у невеличких пляшечках ємкістю 250 мл або навіть 25 мл. В залежності від ємкості пляшки можуть варіюватися і розміри мезе — від маленьких наїдок на кшталт оливок чи сиру до більш великих, наприклад, тушкованих молюсків чи смажених кальмарів. Таким чином, процес вживання ципуро більшою мірою викликаний не стільки наміром наїстися чи напитися, скільки бажанням неспішно провести час у компанії друзів чи родини за приємною розмовою. Частіше ципуро з мезе споживається у полуденні години, ніж у вечірні.